# Kassengift
Als Kassengift (englisch: Box Office Bomb) wird in der Filmindustrie und in der Theaterbranche ein Gegenstand oder ein Mensch bezeichnet, den man wegen mehrfacher Misserfolge an den Kassen (englisch: Box Office) als finanziell nicht lohnend oder sogar als für Produktionen schädlich ansieht.
Der Begriff wird meist abfällig verwendet und ist häufig umstritten. Typische Kristallisationspunkte sind Schauspieler, die zwar in anspruchsvollen Rollen brillieren, aber keine Einspielergebnisse erzielen, die sich für die Studios lohnen würden. Auch bestimmte Regisseure oder Themen sind häufig mit diesem Vorurteil belastet, das mehr oder weniger berechtigt sein kann.
Ein Kassengift-Image weist für manche aber schon wieder auf Kommerz-unabhängige künstlerische Qualität hin. Zahlreiche, an den Kinokassen wenig erfolgreiche Filme erlangten im Laufe der Zeit Kultstatus, so z. B. die Werke von Ed Wood.

## Beispiele
Ein bekanntes Beispiel aus jüngerer Zeit ist der Mars. Die Erforschung dieses Planeten ist in mehreren großen Hollywood-Filmen (Red Planet, Mission to Mars, Ghosts of Mars, Mars Needs Moms) verarbeitet worden, die alle finanzielle Flops waren. Das Mars-Abenteuer John Carter – Zwischen zwei Welten (2012) erwies sich für die Walt Disney Studios als einer der gewaltigsten Misserfolge in deren Produktionsgeschichte. Zudem fuhr der Film einen Millionenverlust für das Unternehmen ein und zählt zu den größten Flops der Filmgeschichte. 2015 konnte der Film Der Marsianer – Rettet Mark Watney immerhin unter die Top Ten der erfolgreichsten Filme des Jahres in den USA gelangen.
Ein Ruf als Kassengift kann aber auch täuschen oder sich wandeln: So wurde Fantasy in der Filmbranche lange Zeit als Kassengift betrachtet, bis der Regisseur und Produzent Peter Jackson mit seiner Verfilmung von Der Herr der Ringe eine sensationelle Serie von Erfolgen erzielte und ein regelrechter Fantasy-Boom einsetzte.
Ähnliches geschah bei der Science-Fiction. Sie galt als Kassengift, bis 1977 Star Wars in die Kinos kam, den Trend brach und zum bis dahin erfolgreichsten Film in der Geschichte des Kinos wurde. Der durchwachsen erfolgreiche Science-Fiction-Film Waterworld schadete dagegen 1995 dem Ruf des Schauspielers Kevin Costner.
Das Interesse der Filmstudios, Piratenfilme in die Kinos zu bringen, sank dramatisch, nachdem 1995 Die Piratenbraut veröffentlicht worden war. Dieser Film entwickelte sich zum bis dahin größten kommerziellen Flop und galt als ein Grund für die Insolvenz der Produktionsgesellschaft Carolco Pictures. Seitdem wurde das Genre als klassisches Kassengift angesehen. Erst 2003 brachte Walt Disney Pictures den Piratenfilm Fluch der Karibik heraus und landete einen großen Erfolg, dem mehrere Fortsetzungen folgten.